# Apostoloi (Ahaia)
Apostoloi este un oraș în Grecia în Prefectura Ahaia.